# Camino de Santiago de Soria
La Ruta Jacobea de Soria (o camino castellano-aragonés, camino soriano-aragonés y camino soriano de Santiago) es una alternativa al Camino de Santiago del Ebro empleada por muchos peregrinos que en Gallur optan por desviarse hacia el oeste, pasando por Soria y alcanzando el camino de la Lana muy cerca de Santo Domingo de Silos. A principios del siglo XIII, San Francisco de Asís lo usó para peregrinar a Santiago, según Daillez, Almazán y Álvarez de Eulate.
La dotación de infraestructuras y señalizaciones, así como la disponibilidad de guías o bibliografía relacionada con estos caminos es más que deficiente. Sólo algunos tramos están siendo estudiados y dotados de algún tipo de señalización. Con el horizonte del año 2010, Año Santo Jacobeo, el Ayuntamiento de Soria quiere impulsar esta ruta y para ello ha mantenido diferentes reuniones con los municipios por los que discurre este camino.
El libro El Camí de Sant Jaume de Montserrat a Alcarràs (2010) contempla dos rutas jacobeas de entrada a Castilla para los peregrinos catalanes, una por Logroño y otra por Soria hacia Burgos.
El Camino de Santiago de Sagunto, procedente de esta ciudad mediterránea, enlaza con el Camino de Santiago de Soria en la ciudad de Soria.

## Apuntes históricos

### Orígenes
La vinculación soriana con Santiago comienza con la propia leyenda de su predicación en España puesto que se dice que tras predicar en Galicia se dirigió a Zaragoza, donde se le apareció la Virgen, evangelizando antes en Uxama y Numancia. Por lo tanto, Santiago pasó por tierras de Soria de la mano de la vía romana que enlazaba Zaragoza con Astorga, cuyo itinerario, en líneas generales, sería durante siglos uno de los grandes ramales utilizados por los peregrinos para llegar al finisterre peninsular.
Laurent Daillez afirma que la creación de dos encomiendas en Puylampa del Bayo, en 1146, bajo la protección de Ramón Berenguer IV el Santo, príncipe de Aragón y conde de Barcelona, hicieron posible la apertura de una ruta jacobea que pasaba por Soria, Santo Domingo de Silos, el monasterio de San Pedro de Arlanza y Burgos. San Francisco de Asís la empleó después de pasar por Zaragoza y Tarazona en el año 1214 y la leyenda dice que el santo durmió en Soria e indicó el lugar "extra-muros" donde se edificaría un convento franciscano del que se conservan las ruinas y la iglesia, es el Convento de San Francisco.
 A estos hitos del camino hay que añadir el monasterio cisterciense de Veruela.
Daillez también ha afirmado lo siguiente: "Calatañazor fue un centro importante de este camino. Desde aquí, el peregrino podía tomar dos direcciones. La primera directamente hasta San Leonardo por Muriel de la Fuente, Casarejos, y desde San Leonardo, por Silos, Arlanza, Lerma y Burgos. El segundo por El Burgo de Osma, La Vid, Aranda, Burgos o Valladolid".

### Peregrinación
En una de las localidades del camino, Abejar, que fue señorío episcopal de 1352 a 1580, el obispo de Osma creó el Hospital de San Sebastián, para fomentar el paso de peregrinos por Abejar hacia Santiago de Compostela, fundamentalmente aragoneses. Mucho tiempo antes, en los siglos XII y XIII, existieron junto al camino los hospitales de San Leonardo (1173), en la localidad del mismo nombre, y el San Miguel de Gallego (1217), en La Gallega. 
La ciudad de Soria, uno de los puntos más importantes de la ruta, contó con un importante número de edificios relacionados con el Camino. El cuidado de los peregrinos se encomendó desde el siglo XIII a las Órdenes militares que además protegían la ciudad. Extramuros de la ciudad se encontraban los Caballeros Hospitalarios de San Juan de Jerusalén en su monasterio de San Juan de Duero abandonado en el siglo XVIII, los Caballeros de la Orden del Temple en su encomienda de San Polo que tras su disolución en el siglo XIV pasó su patrimonio a los Hositalarios, los Caballeros de San Lázaro de Jerusalén en el Hospital de San Lázaro encargados también del cuidado de los leprosos y los Caballeros de la Orden de Calatrava en la iglesia de El Salvador en su posesión hasta 1322. A éstas hay que añadir la encomienda-hospital de Santa Cristina sujeta al prior del Hospital de Santa Cristina de Somport (dedicado a la protección de los peregrinos del Camino de Santiago francés en dicha localidad y sede de la Orden Hopitalaria de Santa Cristina de Somport). Junto a la iglesia de El Salvador, convertida en parroquia tras ser abandonada por los Calatravos, el escribano Gil Blázquez fundó un Hospital de Peregrinos en 1485 y posteriormente Francisco de Villareal donó parte de sus posesiones en 1563 para que también pudieran ser asistidos enfermos y transeúntes.
La ciudad contó con parroquia y ermita dedicada al apóstol. La primera, desmantelada en el siglo XVI, se situaba junto a la iglesia de Nuestra Señora del Espino, intramuros de la ciudad; mientras que la segunda, derribada a mediados del mismo siglo, estaba enclavada en el entorno de las encomiendas militares, junto al río Duero. Además, Santiago fue el patrón de los Doce Linajes de Soria(una de las tres instituciones que rigieron la ciudad correspondiente al Estado Noble), por ser el patrón castellano de la caballería. El día de Santiago y durante el siglo XVI tenía lugar una de las corridas de toros más importantes del año. Los 12 Linajes nombraban a tres caballeros como "Alcaldes de Santiago", los cuales nombraban luego a tres guardas de Valonsadero. Según cuenta Miguel Martel, en la ciudad se corrían tres toros, "cada uno de los Alcaldes ha de dar el suyo a costa del bastecedor de las carnecerías de la ciudad". Desde 1534 los Linajes asistían también a una ceremonia litúgica que les ofrecía el Convento de San Agustín en su iglesia de Nuestra Señora de Gracia. Esta tradición que desapareció en el siglo XVII fue recuperada a principios del XVIII y tras ser trasladada a la Colegiata de San Pedro, desapareció definitivamente en el siglo XIX con la disolución de la institución.
En Osma se tiene como patrona a Santa Cristina de Bolsena y su parroquia está situada junto al puente romano, paso obligado de los pereginos; Santa Cristina se festeja un día antes de Santiago. En esta parroquia se encuentra el cuerpo incorrupto de Santa Cristina de Osma, mártir de la catacumbas, cuya festividad también se celebra el 24 de junio.
En Silos, otra ruta, ésta procedente de Santo Domingo de la Calzada, que subía el valle del río Najerilla desde La Rioja hasta Santo Domingo de Silos, empalmaba con el Camino Castellano-Aragonés. Desde Silos, el camino procedente de tierras riojanas continuaba hasta Burgos por Covarrubias.
Pocos kilómetros antes de Santo Domingo de Silos, en Mamolar, otro camino se incorpora por la izquierda a esta ruta jacobea, es la llamada Ruta de la Lana, que parte de Cuenca, adonde se unen rutas procedentes de tierras valencianas y murcianas.

## Trazado de la ruta

### Ruta principal
| Población                                     | Provincia | A Santiago (km) | Web                                                             | Equipamientos |
| --------------------------------------------- | --------- | --------------- | --------------------------------------------------------------- | ------------- |
| Gallur                                        | Zaragoza  | 776             | GR-99                                                           |               |
| Magallón                                      | Zaragoza  | 761             |                                                                 |               |
| Borja                                         | Zaragoza  | 755             |                                                                 |               |
| Santuario de Misericordia (Borja)             | Zaragoza  | 750             |                                                                 |               |
| El Buste                                      | Zaragoza  | 743             |                                                                 |               |
| Cunchillos                                    | Zaragoza  | 733             |                                                                 |               |
| Tarazona                                      | Zaragoza  | 729             | GR-90 VVT                                                       |               |
| Torrellas                                     | Zaragoza  | 725             |                                                                 |               |
| Ágreda                                        | Soria     | 710             | VVM GR-86 Archivado el 10 de abril de 2012 en Wayback Machine.  |               |
| Muro de Ágreda (Ólvega)                       | Soria     | 701             |                                                                 |               |
| Villar del Campo                              | Soria     | 684             |                                                                 |               |
| Aldealpozo                                    | Soria     | 679             |                                                                 |               |
| Omeñaca (Arancón)                             | Soria     | 675             |                                                                 |               |
| Tozalmoro                                     | Soria     | 668             |                                                                 |               |
| Fuensaúco (Renieblas)                         | Soria     | 664             |                                                                 |               |
| Soria                                         | Soria     | 652             |                                                                 |               |
| Fuentetoba (Golmayo)                          | Soria     | 643             |                                                                 |               |
| Abejar                                        | Soria     | 625             | Vía Verde Soria-Abejar                                          |               |
| Cabrejas del Pinar                            | Soria     | 618             |                                                                 |               |
| Navaleno                                      | Soria     | 603             | Archivado el 29 de septiembre de 2007 en Wayback Machine. GR-86 |               |
| San Leonardo de Yagüe                         | Soria     | 598             | GR-86                                                           |               |
| Hontoria del Pinar                            | Burgos    | 588             |                                                                 |               |
| Ermita de San Andrés (Rabanera del Pinar)     | Burgos    | 581             | PR-BU 6 PR-BU 11 PR-BU 223                                      |               |
| Cañada Segoviana                              | Burgos    | 579,5           |                                                                 |               |
| La Gallega                                    | Burgos    | 577             | PR-BU 223 \|                                                    |               |
| Término municipal de Pinilla de los Barruecos | Burgos    | 573             | PR-BU 223 \|                                                    |               |
| Mamolar                                       | Burgos    | 566             | PR-BU 223 \|                                                    |               |
| Peñacoba                                      | Burgos    | 562             | GR-160                                                          |               |
| Santo Domingo de Silos                        | Burgos    | 559             | GR-82 GR-160                                                    |               |

De Hontoria del Pinar a La Gallega, el camino deja a dos kilómetros las trazas de una ermita dedicada a Santiago en Rabanera del Pinar y los de otra en Navas del Pinar. En el tránsito entre Pinilla de los Barruecos y Mamolar, el camino deja a la derecha una ermita dedicada a Santiago, situada entre las dos localidades y Gete.
El recorrido es 116 kilómetros.

## Patrimonio de la ruta

### Patrimonio natural y paisajístico

#### Zaragoza
- - Parque Natural de la Dehesa del Moncayo

#### Soria
- - Sierra del Almuerzo
  - Monumento Natural de La Fuentona , próximo a Muriel de la Fuente y dentro del término municipal de Cabrejas del pinar
  - Parque natural del cañón del río Lobos
  - Reserva Nacional de Caza de Urbión

#### Burgos
- - Reserva Nacional de Caza de Demanda
  - Espacio Natural de los Sabinares del Arlanza y de la Yecla
  - Pozo Airón (Aldea del Pinar)
  - Coto Micológico Pinares Sur de Burgos, en los términos y localidades de la ruta de Hontoria del Pinar, Rabanera del Pinar, La Gallega, Pinilla de los Barruecos y Mamolar
  - Desfiladero Pasillo de Fuente Barda, entre Doña Santos y Peñacoba
  - Cañón del río Mataviejas o Ura, entre Santo Domingo de Silos, Covarrubias y Puentedura
  - Humedal de Fuentepeña, en Hacinas (a 10 km del camino)

### Patrimonio arqueológico y paleontológico
- Azud romano en Magallón.
- Entre la Tierra de Ágreda y la comarca de Soria, una antigua calzada romana circula por Ólvega, Matalebreras, Pozalmuro, Masegoso, Tajahuerce, Aldealpozo, Calderuela, Arancón, Aldehuela de Periáñez, Renieblas, Velilla de la Sierra, y finalmente Garray.
- Ruta de los Dinosaurios, alrededor de Salas de los Infantes.

### Patrimonio artístico y monumental
- Arquitectura religiosa:
- GALLUR
  - Capilla del Beato Agno en Gallur.
  - Antigua Bodega del Canal Imperial de Aragón en Gallur.
  - Canal Imperial de Aragón en Gallur.
  - Casa consistorial en Gallur.
  - Casa de los Zaldívar en Gallur.
  - Matadero Municipal en Gallur.

- MAGALLON
  - Antiguo Convento de los Padres Dominicos en Magallón.
  - Iglesia de San Lorenzo en Magallón.
  - Iglesia de San Miguel en Borja.
  - Iglesia de Santa María de la Huerta en Magallón.
  - Ermita de Nuestra Señora del Rosario en Magallón.
  - Ermita de San Sebastián en Magallón.
  - Castillo en Magallón.
  - Puente de Fornoles en Magallón.
  - Torre vigía romana en Magallón.

- BORJA

- - Convento de la Concepción en Borja.
  - Casa consistorial en Borja.
  - Casa de la Estanca en Borja.

- TARAZONA

- - Catedral de Nuestra Señora de la Huerta de Tarazona.
  - Casa consistorial de Tarazona.
  - Palacio Episcopal en Tarazona.
  - Iglesia de Santa María Magdalena en Tarazona.

- AGREDA

- - Aduana de Ágreda en Ágreda
  - Castillo de la Muela en Ágreda
  - Palacio de los Castejones en Ágreda.
  - Puerta del Alcázar en Ágreda.
  - Puerta del Barrio en Ágreda.
  - Recinto amurallado en Ágreda.
  - Iglesia de Nuestra Señora de la Peña en Ágreda.
  - Iglesia de San Miguel en Ágreda.

- MURO DE AGREDA

- - Castillo de Muro en Muro de Ágreda

- ALDEALPOZO

- - Torre bereber en Aldealpozo

- OMEÑACA

- - Iglesia de Nuestra Señora de la Concepción en Omeñaca.

- SORIA

- - Concatedral de San Pedro de Soria.
  - Convento de Nuestra Señora de la Merced en Soria.
  - Convento de Nuestra Señora del Carmen en Soria.
  - Convento de San Francisco en Soria.
  - Convento de Santa Clara en Soria.
  - Colegio de la Compañía de Jesús en Soria.
  - Convento de San Agustín en Soria.
  - Priorato de San Benito en Soria.
  - Convento de la Concepción en Soria.
  - Iglesia de Nuestra Señora del Espino en Soria.
  - Iglesia de San Agustín el Viejo en Soria.
  - Iglesia de San Ginés en Soria.
  - Iglesia de San Juan de Rabanera en Soria.
  - Iglesia de San Nicolás en Soria.
  - Iglesia de San Polo en Soria.
  - Iglesia de El Salvador en Soria.
  - Iglesia de Santa María en Borja.
  - Iglesia de Santa María la Mayor en Soria.
  - Iglesia de Santo Domingo en Soria.
  - Iglesia y claustro de San Juan de Duero en Soria.
  - Ermita de Nuestra Señora de la Soledad en Soria.
  - Ermita de Nuestra Señora del Mirón en Soria.
  - Ermita de Nuestra Señora de la Soledad en Soria.
  - Ermita de Nuestra Señora del Mirón en Soria.
  - Ermita de San Saturio en Soria.
  - Ermita de Santa Bárbara en Soria.
  - Castillo de Soria en Soria
  - Palacio de los Condes de Gómara de Soria.

- FUETETOBA

- - Monasterio de la Monjía en Fuentetoba.

- CIDONES

- - Posada del Indiano, ejemplo de arquitectura indiana

- ABEJAR

- - Ermita de Ntra. Sra. del Camino (siglo XVIII) en Abejar

- CABREJAS DE PINAR

- - Ermita de la Virgen de la Blanca, situada al borde del camino en término municipal de Cabrejas del Pinar
  - Arquitectura civil y militar:
  - Castillo de Cabrejas en Cabrejas del Pinar

- SAN LEONARDO

- - Castillo del Abaluartado en San Leonardo de Yagüe
  - Puerta de Aranda, en la Muralla de San Leonardo
  - Castro de El Arenal, celtíbero

- HONTORIA DEL PINAR

- - Iglesia románica de San Julián
  - Puente medieval del río Lobos en Hontoria del Pinar
  - Ruinas del Castillo (construcción militar altomedieval) en Hontoria del Pinar
  - Rollo de Justicia en Hontoria del Pinar
  - Castro de Picón de Navas, pelendón, en el núcleo hontoriano de Navas del Pinar

- RABANERA DEL PINAR

- - Campanario roquero exento, ejemplar único

- PINILLA DE LOS BARRUECOS

- - Santuarios prerromanos de Gete

- SANTO DOMINGO DE SILOS

- - Monasterio de Santo Domingo de Silos en Santo Domingo de Silos
  - Monasterio de San Francisco de Silos
  - Cementerio de Sad Hill, cementerio cinematográfico de la película Il buono, il brutto, il cattivo (El Bueno, el feo y el malo) en la localidad vecina de Contreras

- Urbanismo:
  - Barrio Árabe en Ágreda.
  - Jardín renacentista de Don Diego de Castejón en Ágreda.
  - Plaza de San Clemente en Soria.
  - Plaza de San Esteban en Soria.
  - Plaza Mayor de Soriaen Soria.
  - Calle Caballerosen Soria.
  - Calle Aduana Viejaen Soria.

### Patrimonio cultural y popular
- Museos:
  - El Cipotegato en Tarazona.
  - Ecce Homo de Borja, en Borja
  - Museo de Arte Sacro de Nuestra Señor de la Peña en Ágreda.
  - Museo Sor María Jesús de Ágreda en Ágreda.
  - Centro de Interpretación de Ágreda en Ágreda.
  - Museo Numantino en Soria.
  - Museo Medieval de San Juan de Duero en 'Soria.
  - Museo Catedralício en Soria.
  - Galería Porticada Romásnica de Omeñaca
  - Museo del Ciclismo de Abejar
  - Museo de Antigüedades La Gamella en Navaleno.
  - Museo Municipal de San Leonardo
- Manifestaciones populares:
  - Fiestas de San Juan o de la Madre de Dios en Soria.
  - Fiestas de San Saturio en Soria.
  - Semana Santa Soriana en Soria.
  - La Barrosa de carnaval en Abejar.
  - Danzas de Paloteo, en San Leonardo, Hontoria del Pinar y Rabanera del Pinar, términos municipales atravesados por el Camino de Santiago de Soria.
  - Pingadas o levantamientos del Mayo, en Navaleno, San Leonardo, Hontoria del Pinar, Rabanera del Pinar, La Gallega, Pinilla de los Barruecos y Mamolar, entre otras localidades del Camino de Santiago de Soria.
  - Luces de Peñáguila, en Mamolar, que han despertado interés en el mundo del misterio.

### Galería de imágenes
- Wikimedia Commons alberga una categoría multimedia sobre Camino de Santiago de Soria.

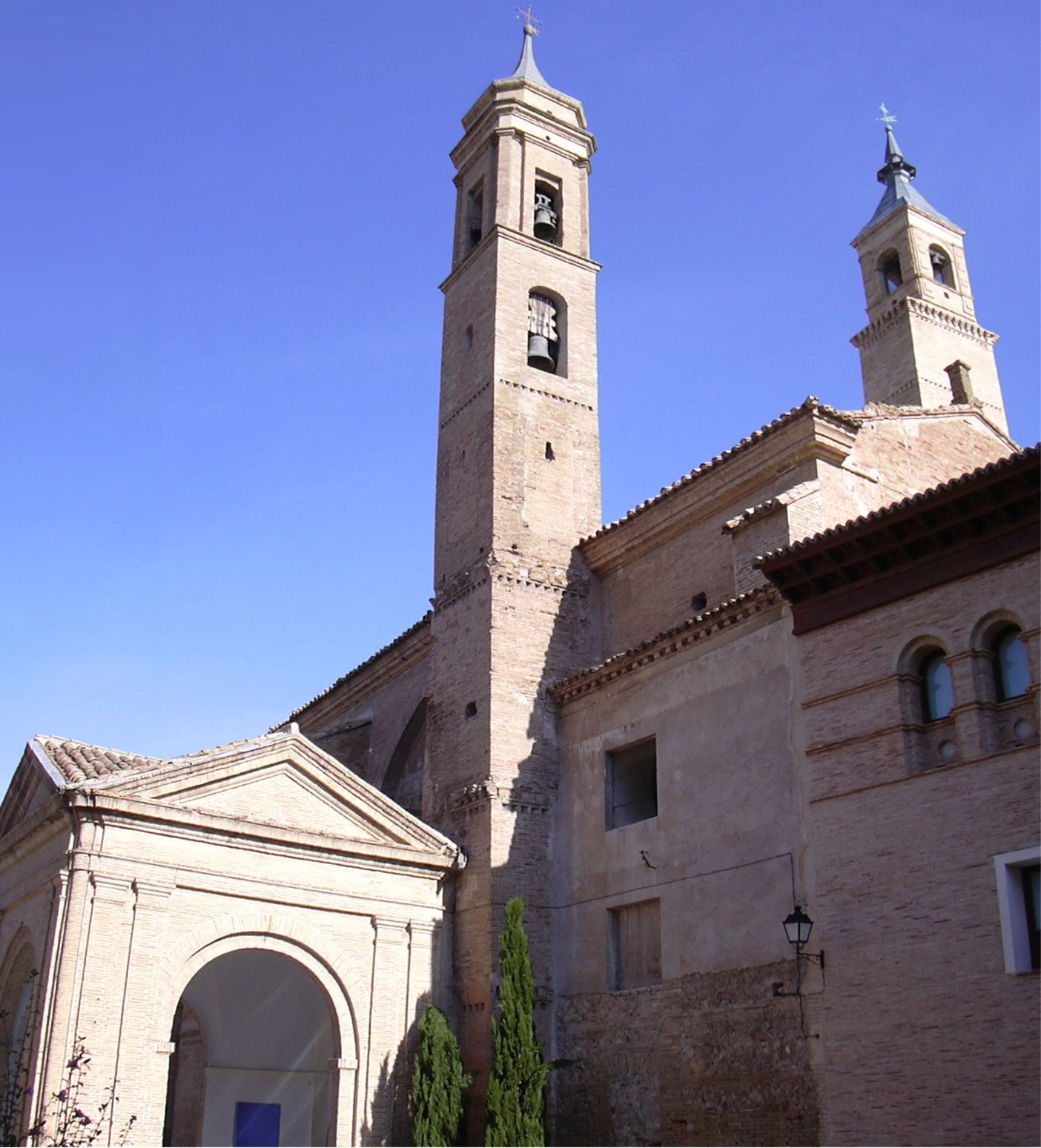
Colegiata de Santa María en Borja
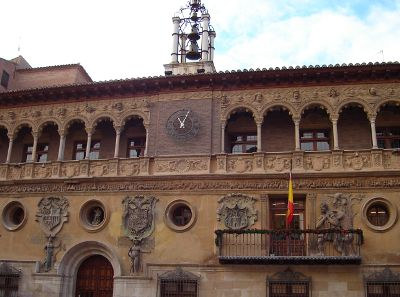
Casa consistorial de Tarazona
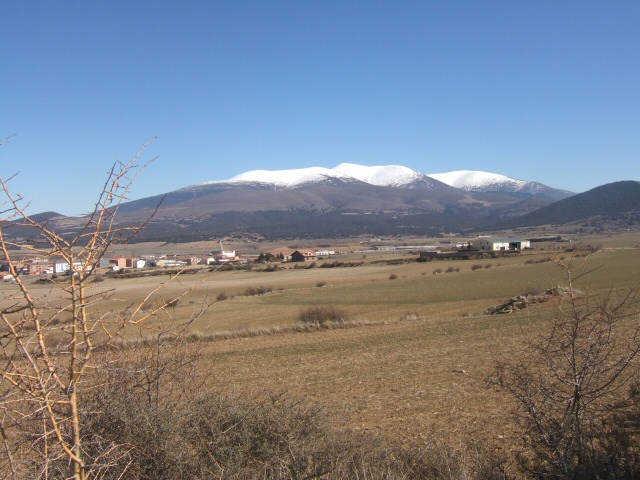
Ólvega y el pico del Moncayo
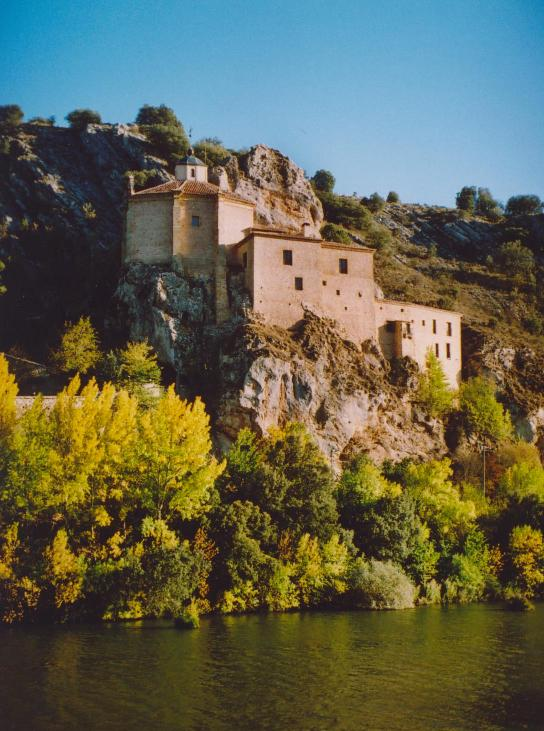
Ermita de San Saturio en Soria

## Saber más
Sobre el Camino de Santiago de Soria:
- CONDADO CARRETERO, José Antonio. Guía del Camino Jacobeo Castellano-Aragonés. Soria: Asociación Soriana Amigos del Camino de Santiago, 2011
- FERNANDEZ MARTIN, P. "Las calzadas romanas y los caminos de Santiago en la provincia de Soria". En: Celtiberia, 24 (1964)
- GARCIA-REOL, Jesús Ignacio. Los caminos de Santiago sorianos. Soria: Diputación, 2002. 10 p.

Este artículo es una ampliación de los Caminos de Santiago en España.
- El Camino de Santiago: estudios sobre peregrinación y sociedad. Barcelona
- LA ORDEN MIRACLE, Ernesto. Santiago en España, Europa y América. Madrid: Editora Nacional, 1971. 677 p.

### Información en la red
- Asociación Soriana Amigos del Camino de Santiago
- A pie por Soria
- Camino de Santiago Soria

- Datos: Q5742383